# John Rhodes (coureur)
John Rhodes (Wolverhampton, Staffordshire, 18 augustus 1927) is een voormalig Brits Formule 1-coureur. Hij nam deel aan zijn thuisrace in 1965 voor het team Cooper, maar scoorde hierin geen punten.